# Per Sundgren

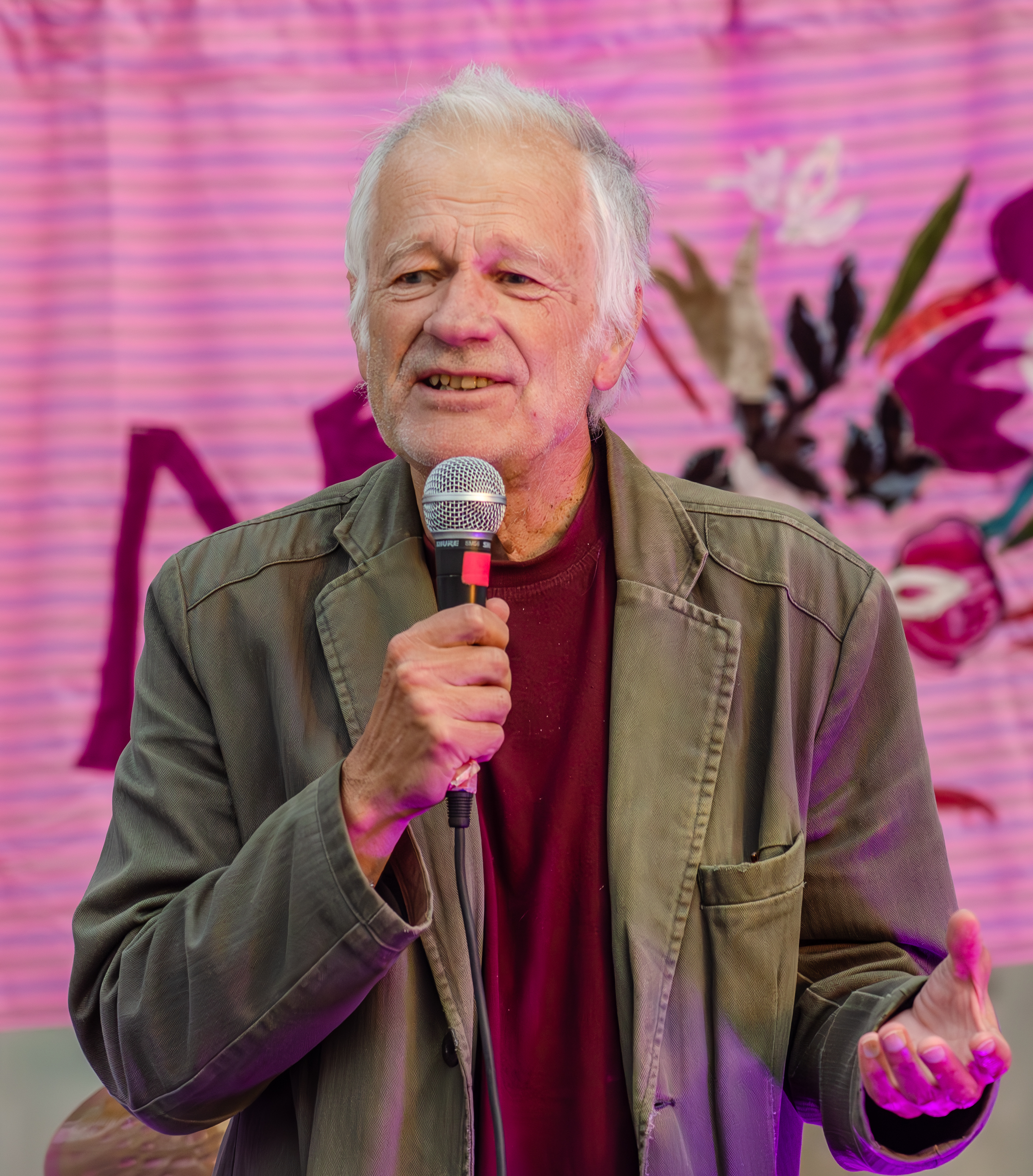
Per Sundgren talar under Folkbildningsstafetten på Mynttorget i Stockholm 2024.

Per Vilhelm Sundgren, född 25 mars 1944, är en svensk idéhistoriker, författare, debattör och tidigare politiker (Vänsterpartiet) samt kulturborgarråd i Stockholms kommun 1988–1991.

## Biografi
Sundgren har akademiska studier på grundnivå i bland annat romanska språk. 2007 disputerade han för filosofie doktorsexamen på en idéhistorisk avhandling om kulturen och arbetarrörelsen och arbetade därefter några år som lärare på Södertörns högskola.  
Han var kommunalpolitiker i Stockholm för Vänsterpartiet (1979-2006) där han arbetade med socialpolitik, bostadspolitik och kulturpolitik. Han har bland annat innehaft poster som ordförande i Stockholms bostadsförmedling (1983-1988), kulturborgarråd (1988-1991) och ordförande för Utbildningsradion (2000-2002). Som kulturborgarråd tog han initiativet till att Stockholm skulle bli Europas kulturhuvudstad, vilket skedde 1998. Från 1996 till 2006 var han först ordförande och sedan ledamot i stadsdelsnämnden i Vantör. 
Efter sin pensionering har han ägnat sig åt olika kulturuppdrag, bland annat som ordförande för Orionteatern. Han har tagit initiativet till Stiftelsen Jämlikhetsfonden och är dess ordförande sedan starten 2015

### Fotnoter
1. ↑  ”Per Sundgren”. Svenska Dagbladet. ISSN 1101-2412. https://www.svd.se/om/per-sundgren. Läst 11 mars 2021.
2. ↑  Riksdagsförvaltningen. ”Per Sundgren (V) - Riksdagen”. www.riksdagen.se. https://www.riksdagen.se/sv/ledamoter-partier/ledamot/per-sundgren_0231923542904. Läst 11 mars 2021.
3. ↑  ”Jämlikhetsfonden – Katalys”. www.katalys.org. https://www.katalys.org/jamlikhetsfonden/. Läst 11 mars 2021.
4. ↑  Gäst (19 november 2020). ”Moderaternas nya idéprogram – en högergir i SD:s famn”. ETC. https://www.etc.se/debatt/moderaternas-nya-ideprogram-en-hogergir-i-sds-famn. Läst 11 mars 2021.